# Église Saint-Denis de Doué-la-Fontaine
L'église Saint-Denis est une église catholique située à Doué-la-Fontaine, en France.

## Localisation
L'église est située dans le département français de Maine-et-Loire, sur la commune de Doué-la-Fontaine.

## Historique
C'est une ancienne église collégiale construite entre 1180 et 1200 environ. Elle se détériore progressivement en raison du temps et des différents conflits, notamment au XIVe siècle et XVIe siècle. Les chanoines n'ont pas les revenus suffisants pour la restaurer. La paroisse de la collégiale est supprimée en 1806, et, abandonnée, sert alors de carrière de pierre pour les habitants.
Afin d'éviter sa destruction complète, la ville de Doué-la-Fontaine achète l'édifice ruiné, ce qui permet par la suite son classement au titre des monuments historiques en 1862.